# الدوري البلغاري الممتاز 1989-90
الدوري البلغاري الممتاز 1989-90 (بالبلغارية: „А“ група 1989/90)‏ هو الموسم 66 من الدوري البلغاري الممتاز. أشرف على تنظيمه اتحاد بلغاريا لكرة القدم، وكان عدد الأندية المشاركة فيه 16، وفاز فيه سسكا صوفيا.